# Justin Leon
Justin Leon (Conway, 29 luglio 1995) è un cestista statunitense.